# Trasporti in Norvegia
Questa voce raccoglie le principali tipologie di trasporti in Norvegia.

## Trasporti su rotaia

### Rete ferroviaria
In totale: 4.058 km di linee ferroviarie.
- scartamento normale (1435 mm): 4.058 km, 2.513 dei quali elettrificati.

### Reti metropolitane
Soltanto ad Oslo, capitale della Norvegia, è presente la metropolitana.

### Reti tranviarie
Il servizio tranviario è presente ad Oslo, Bergen e Trondheim. Quello di quest'ultima, seppur sia composto da una sola linea, è considerato il servizio tranviario più a nord del mondo.

### Reti funicolari
La funicolare opera nella città di Bergen.

## Trasporti su strada

### Rete stradale
Strade pubbliche: in totale 90.741 km (dati 1998)
- asfaltate: 67.602 km, 128 dei quali appartengono ad autostrade.
- bianche: 23.139 km.

### Reti filoviarie
Attualmente i filobus sono presenti solo a Bergen (dal 1950). 

### Autolinee
Nella capitale della Norvegia, Oslo, ed in tutte le zone abitate sono presenti 
aziende pubbliche e private che gestiscono trasporti urbani, suburbani, interurbani e turistici 
esercitati con autobus.

## Idrovie
In totale la Norvegia dispone di 1.577 km di acque perennemente navigabili, lungo le coste occidentali della nazione.

### Porti e scali
Arendal, Bergen, Bodø, Drammen, Flekkefjord, Fredrikstad, Florø, Grimstad, Halden, Hammerfest, Harstad, Haugesund, Horten, 
Kragerø, Kristiansand, Kristiansund, Larvik, Mongstad, Moss, Narvik, Oslo, Porsgrunn, Sandefjord, Sandnes, Skien, Sortland, Stavanger, 
Tromsø, Trondheim, Tønsberg, Vadsø, Vardø, Ålesund.

## Trasporti aerei

### Aeroporti
In totale: 103 (dati 1999)
a) con piste di rullaggio pavimentate: 67
- oltre 3047 m: 1
- da 2438 a 3047 m: 12
- da 1524 a 2437 m: 13
- da 914 a 1523 m: 12
- sotto 914 m: 29

b) con piste di rullaggio non lastricate: 36.
- oltre 3047 m: 0
- da 2438 a 3047 m: 0
- da 1524 a 2437 m: 0
- da 914 a 1523 m: 5
- sotto 914 m: 31.

### Eliporti
In totale: 6 (dati 1999).